# Wächtergrundel

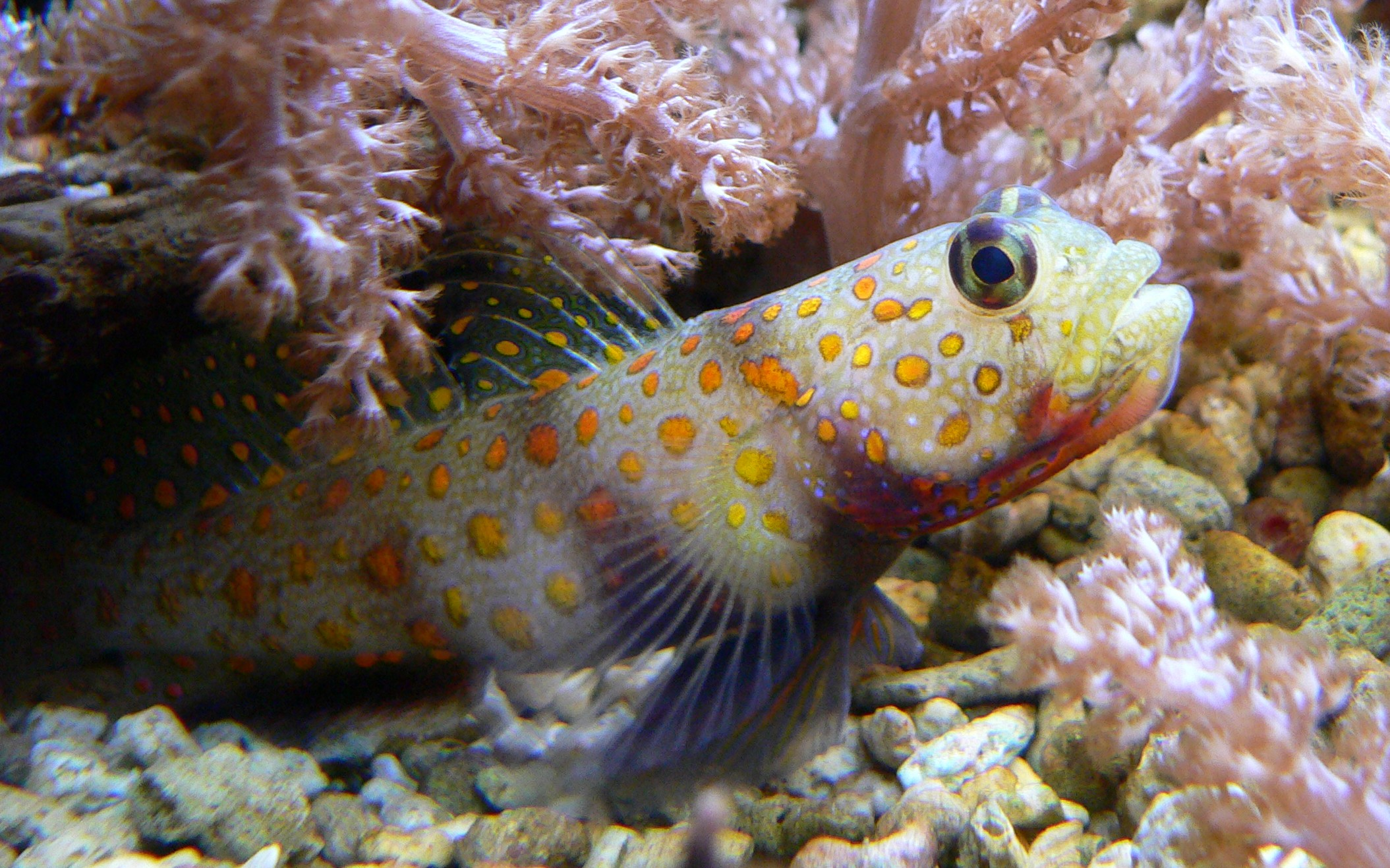
Amblyeleotris guttata

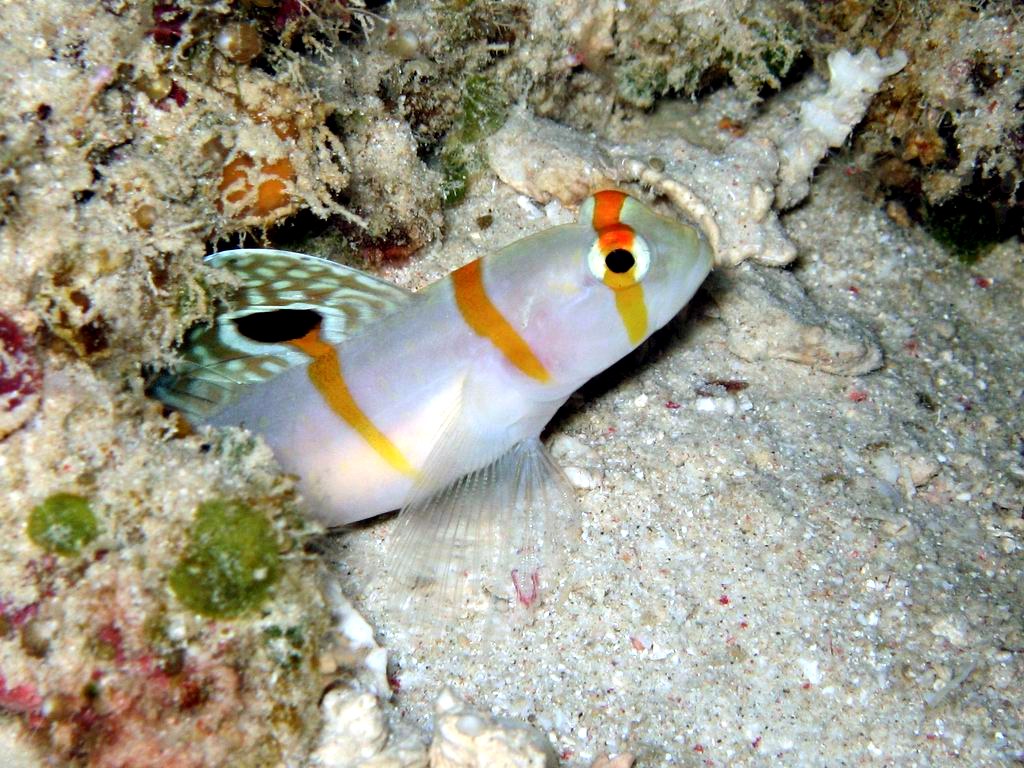
Amblyeleotris randalli

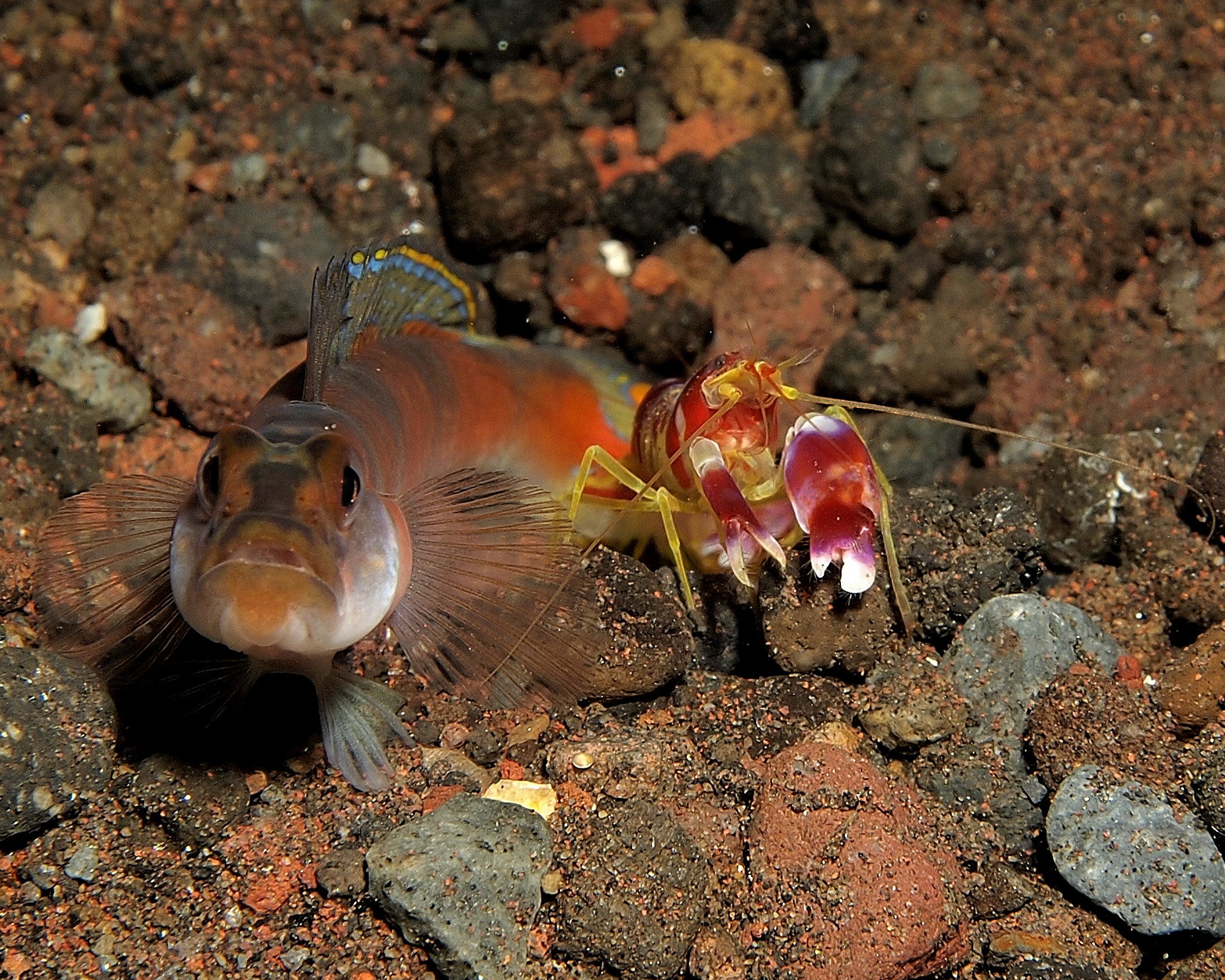
Amblyeleotris yanoi mit Knallkrebs

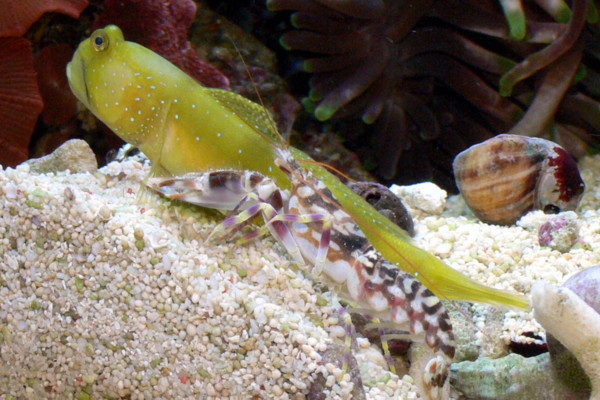
Gelbe Symbiosegrundel (Cryptocentrus cinctus) mit dem Knallkrebs Alpheus bellulus

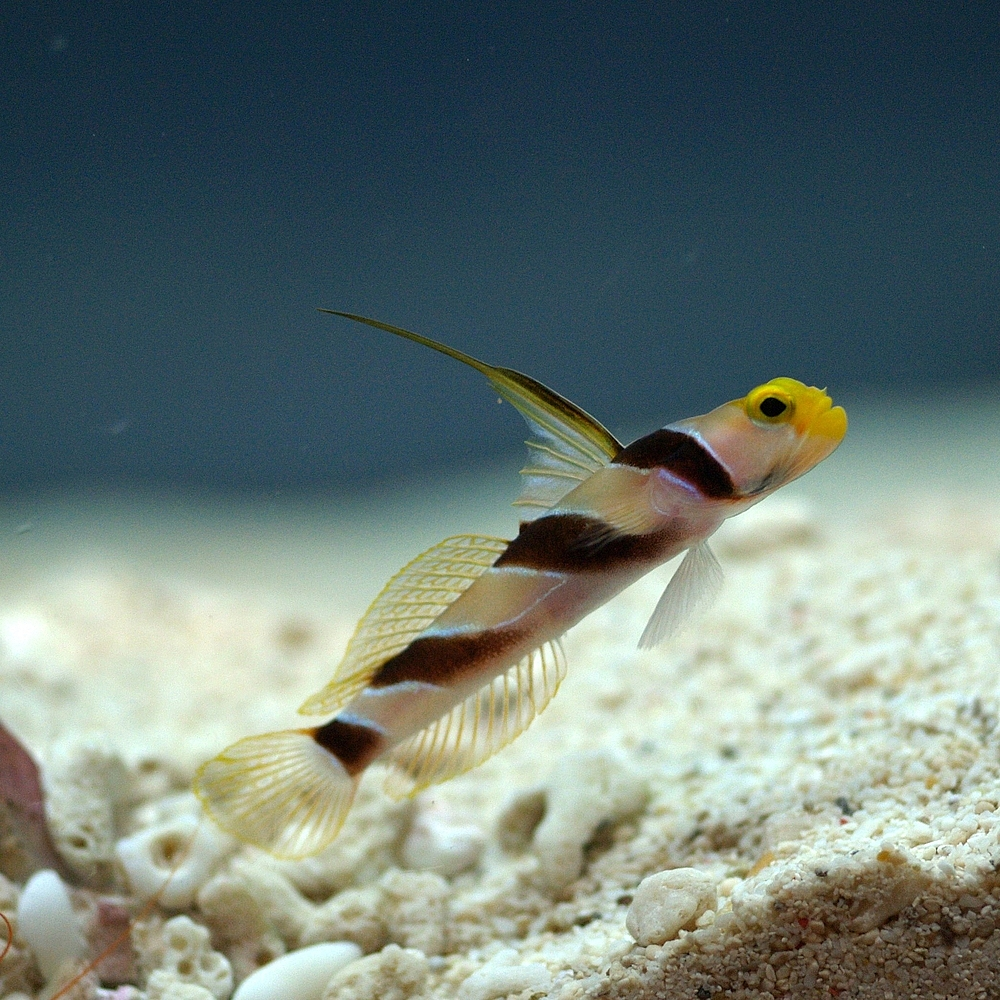
Fadengrundel
(Stonogobiops nematodes)

Als Wächter-, Symbiose- oder Partnergrundeln werden Fische aus der Familie der Grundeln (Gobiidae) bezeichnet, die mit Knallkrebsen  der Gattung Alpheus in Symbiose leben. Die Knallkrebse graben umfangreiche Gänge unter der Sandoberfläche, die eine Länge bis zu einem Meter haben. Der Sand wird von dem Knallkrebs auf seiner großen Schere aufgehäuft und herausgetragen. Dort wird der Sand nicht weit von der Höhle entfernt abgelegt. Zuvor versichert sich der Knallkrebs durch Berührung des Schwanzes der Grundel mit seinen Antennen, dass vor der Höhle keine Gefahr droht. Die Grundel bewacht den Eingang der Höhle und signalisiert dem Knallkrebs durch ihr Verhalten, dass es draußen sicher ist. Wenn Feinde in der Nähe sind, erfolgt das Signal nicht, und bei dichter Annäherung des Räubers taucht die Grundel in die Höhle. 
Dieses Verhalten hat sich mehrmals unabhängig voneinander entwickelt. Die Wächtergrundeln sind also kein Monophylum und auch kein Taxon. 
Zu ihnen zählen die folgenden Gattungen und Arten (in Klammern, soweit bekannt, die mit der Art zusammenlebende Knallkrebsart).
- Korallenriffe bewohnende Wächtergrundeln:
  - Gattung Amblyeleotris
    - Amblyeleotris guttata (Alpheus bellulus, Alpheus ochrostiatus)
    - Amblyeleotris gymnocephala (Alpheus djeddensis, Alpheus ochrostiatus)
    - Amblyeleotris japonica (Alpheus bellulus)
    - Amblyeleotris latifasciata (Alpheus bellulus)
    - Amblyeleotris ogasawarensis (Alpheus ochrostiatus)
    - Amblyeleotris periophthalma (Alpheus ochrostiatus)
    - Amblyeleotris randalli (Alpheus rapicida)
    - Amblyeleotris steinitzi (Alpheus bellulus, Alpheus djeddensis, Alpheus djiboutensis)
    - Amblyeleotris wheeleri (Alpheus djeddensis, Alpheus ochrostiatus)
    - Amblyeleotris yanoi (Alpheus randalli)

  - Gattung Asterropteryx
  - Gattung Ctenogobiops
    - Ctenogobiops feroculus (Alpheus bellulus, Alpheus rapicida)
    - Ctenogobiops pomastictus (Alpheus djiboutensis, Alpheus ochrostiatus, Alpheus rapicida)

  - Gattung Vanderhorstia
    - Vanderhorstia mertensi (Alpheus djiboutensis)
    - Vanderhorstia ornatissima (Alpheus rapicida)
- Schluffböden bewohnende Wächtergrundeln:
  - Gattung Cryptocentroides
  - Gattung Cryptocentrus
    - Cryptocentrus caeruleopunctatus (Alpheus djiboutensis, Alpheus rapax)
    - Cryptocentrus cinctus (Alpheus bellulus, Alpheus ochrostiatus, Alpheus rapicida)
    - Cryptocentrus cryptocentrus (Alpheus djeddensis, Alpheus djiboutensis)
    - Cryptocentrus fasciatus (Alpheus ochrostiatus)
    - Cryptocentrus koumansi (Alpheus rapicida)
    - Cryptocentrus lutheri (Alpheus djiboutensis)
    - Cryptocentrus octofasciatus (Alpheus rapicida)
    - Cryptocentrus strigilliceps (Alpheus rapicida)

  - Gattung Flabelligobius
  - Gattung Istigobius
    - Istigobius ornatus

  - Gattung Lotilia
    - Lotilia graciliosa (Alpheus rubromaculatus)

  - Gattung Mahidolia
    - Mahidolia mystacina
    - Mahidolia paucipora

  - Gattung Myersina
  - Gattung Nes
    - Nes longus

  - Gattung Psilogobius
    - Psilogobius mainlandi (Alpheus rapax)

  - Gattung Stonogobiops
    - Stonogobiops dracula (Alpheus randalli)
    - Stonogobiops nematodes (Alpheus randalli)
    - Stonogobiops xanthorhinica (Alpheus bellulus)

  - Gattung Tomiyamichthys
    - Tomiyamichthys latruncularia (Alpheus randalli)
    - Tomiyamichthys reticulatus

Auch die zu einer anderen Familie der Grundelartigen, den Oxudercidae (Unterfamilie Gobionellinae), gehörende Art Oxyurichthys stigmalophius teilt sich Höhlen mit Knallkrebsen.